# Eophanes schaedleri
Eophanes schaedleri is een insect uit de familie van de mierenleeuwen (Myrmeleontidae), die tot de orde netvleugeligen (Neuroptera) behoort. 
Eophanes schaedleri is voor het eerst wetenschappelijk beschreven door van der Weele in 1909.